# Chiesa di San Michele Arcangelo (Arcene)
La chiesa di San Michele Arcangelo è la parrocchiale di Arcene, in provincia e diocesi di Bergamo; fa parte del vicariato di Spirano-Verdello.

## Storia
La prima citazione di una chiesa ad Arcene risale al 1115. Si sa che fu riedificata all'inizio del XVI secolo e consacrata in ambito meneghino il 4 settembre 1545. Nel 1614 venne costruita una nuova chiesa, che, però, alla fine del Settecento era diventata troppo piccola per soddisfare le esigenze della popolazione; si decise, così, di edificarne una nuova. L'attuale parrocchiale venne edificata nel 1781. Qualche anno dopo, nel 1787, la chiesa passò dall'arcidiocesi di Milano alla diocesi di Bergamo. La consacrazione fu impartita dal vescovo Pietro Luigi Speranza il 22 novembre 1863. Nel secolo successivo vennero condotti numerosi restauri: tra il 1954 ed il 1955 furono interessate le facciate, nel 1971 toccò al presbiterio, nel 1979 si rifece il tetto e, nel 1993, venne ristrutturato il campanile.